# Bernhard Sinkel
Bernhard Sinkel (Frankfurt, 19 de enero de 1940) es un guionoista y director de cine alemán. Dirigió siete films entre 1975 y 1993. Tuvo la Mención especial en 1975 en el Festival de Cine de Berlín por el film Germany in Autumn. Su película Put on Ice entró en la selección oficial del Festival de Cannes 1980.

## Filmografía
- Lina Braake (1975)
- Berlinger (1975) (codirector: Alf Brustellin)
- Der Mädchenkrieg (1977) (codirector: Alf Brustellin)
- Taugenichts (1978)
- Germany in Autumn (1978)
- Kaltgestellt (1980)
- Bekenntnisse des Hochstaplers Felix Krull (1981, TV miniseries)
- Väter und Söhne – Eine deutsche Tragödie (1986, TV miniseries)
- Hemingway (1988, TV miniseries)
- Der Kinoerzähler (1993)

## Premios y reconocimientos
Festival Internacional de Cine de San Sebastián
| Año  | Categoría                            | Película                   | Resultado |
| ---- | ------------------------------------ | -------------------------- | --------- |
| 1977 | Concha de Plata a la mejor dirección | La guerra de las muchachas | Ganador   |